# Bert De Waele
Bert De Waele (Deinze, 21 luglio 1975) è un ex ciclista su strada belga, professionista dal 2001 al 2012.

## Palmarès
- 2000

Univest Grand Prix
Kattekoers
- 2003 (Landbouwkrediet-Colnago, una vittoria)

Tour du Doubs
- 2004 (Landbouwkrediet-Colnago, due vittorie)

Cholet-Pays de Loire
Omloop van het Houtland
- 2007 (Landbouwkrediet-Tönissteiner, una vittoria)

Grand Prix de Wallonie
- 2009 (Landbouwkrediet-Colnago, una vittoria)

4ª tappa Giro del Belgio (Fléron > Fléron)
- 2011 (Landbouwkrediet, una vittoria)

2ª tappa Paris-Corrèze

## Piazzamenti

### Classiche monumento
- Giro delle Fiandre

2002: 79º
2004: 92º
2005: 19º
2007: 50º
2008: 35º
2009: 10º
2012: 42º
- Liegi-Bastogne-Liegi

2001: 111º
2002: 84º
2004: 67º
2008: 19º
2009: 96º
2010: 53º
2012: 49º

### Competizioni mondiali
- Campionati del mondo

Lugano 1996 - Gara in linea Under-23: 55º
San Sebastián 1997 - Gara in linea Under-23: 45º
Mendrisio 2009 - Gara in linea Elite: 39º